# PZL P.1
PZL P.1 là một mẫu máy bay tiêm kích của Ba Lan, được Zygmunt Puławski thiết kế, chế tạo bởi PZL.

## Quốc gia sử dụng
Ba Lan
- Không quân Ba Lan

## Tính năng kỹ chiến thuật (P.1/II)
Đặc điểm tổng quát
- Kíp lái: 1
- Chiều dài: 6,98 m (22 ft 10¾ in)
- Sải cánh: 10,85 m (35 ft 7 in)
- Chiều cao: 2,96 m (9 ft 8½in)
- Diện tích cánh: 19,5 m² (210 ft²)
- Trọng lượng rỗng: 1.118 kg (2.460 lb)
- Trọng lượng có tải: 1.580 kg (3.476 lb)
- Trọng tải có ích: 462 kg (1.016 lb)
- Động cơ: 1 × Hispano-Suiza 12 Lb kiểu động cơ V12, làm mát bằng nước, 470 kW (630 hp)

 Hiệu suất bay 
- Vận tốc cực đại: 302 km/h (163 knot, 188 mph)
- Vận tốc hành trình: 250 km/h (135 knot, 155 mph)
- Vận tốc tắt ngưỡng: 102 km/h (55 knot, 63 mph)
- Tầm bay: 600 km (324 nm, 373 mi)
- Trần bay: 8.000 m (26.200 ft)
- Vận tốc lên cao: 6 m/s (1.200ft/m)
- Tải trên cánh: 81 kg/m² (16,2)

Trang bị vũ khí

- 2 x súng máy Vickers E 7,7 mm